# Карельский хлеб

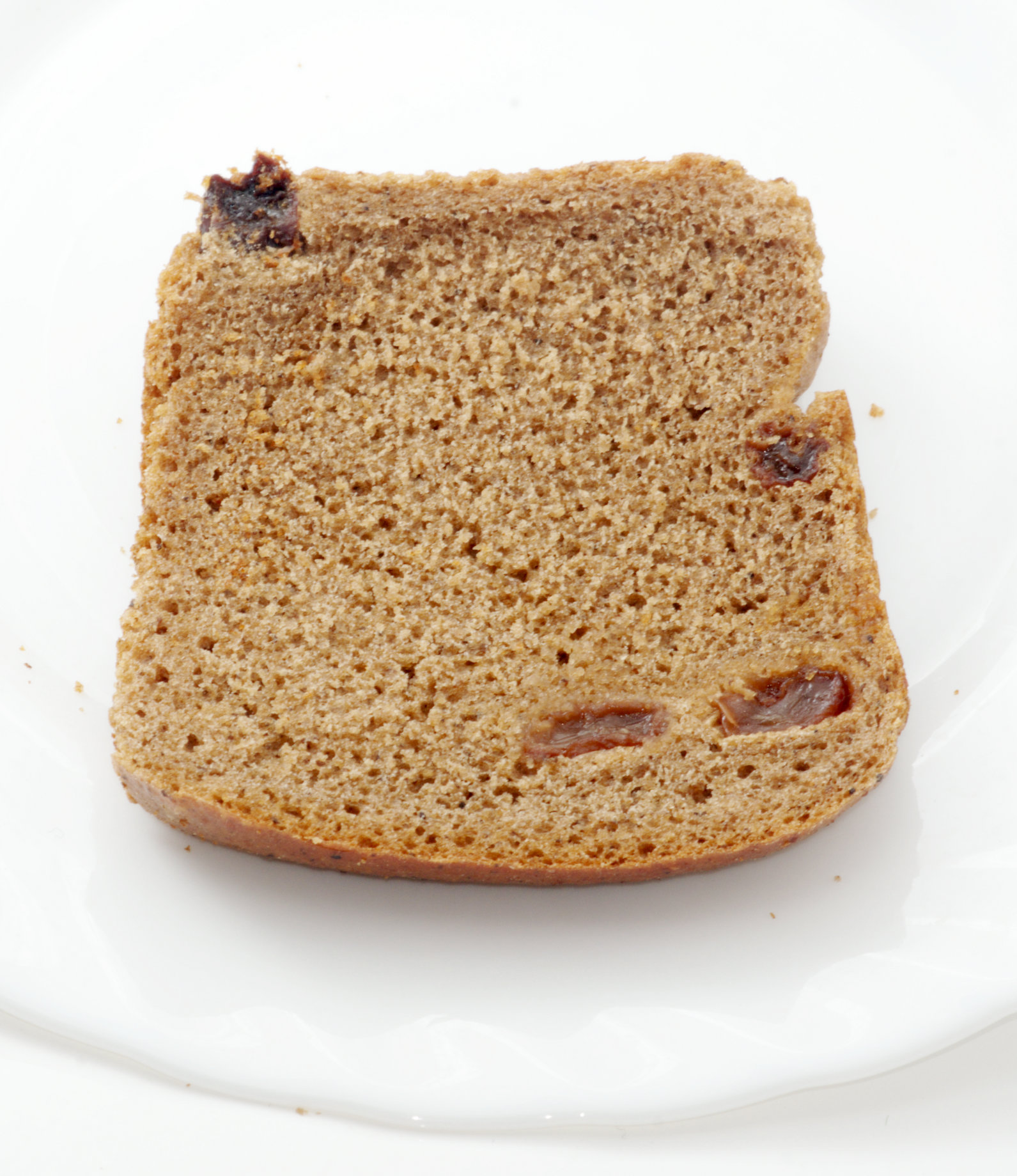
Карельский хлеб

Карельский хлеб — преимущественно ржаной заварной хлеб с добавлением изюма, патоки, кориандра и солода. Может готовиться как опарным методом, так и на закваске. Может производиться как подовый сорт хлеба, так и формовым методом. По многим характеристикам близок к бородинскому.

## История
Карельский хлеб — подовый сорт хлеба с патокой, изюмом и кориандром, был разработан как вариант бородинского для пшеничной муки. Изначально хлеб был подовый, но позже стали выпекать и формовой. Подовый делали в виде батона с заостренными концами. Хлеб готовится опарным способом с добавлением заварки, как у бородинского. Рецепт был разработан в Московском институте хлебопечения, в 1950 году вошел в ГОСТ 5311-50.

### Карельский хлеб
Рецептура 1939 года.
| Мука пшеничная 85 % выхода   | 85 кг   |
| Мука пеклеванная 10 % выхода | 10 кг   |
| Солод                        | 5,0 кг  |
| Соль                         | 1,5 кг  |
| Дрожжи                       | 1,5 кг  |
| Сахар                        | 4,0 кг  |
| Патока                       | 8,0 кг  |
| Изюм                         | 5,0 кг  |
| Кориандр                     | 0,75 кг |
| Масло растительное           | 0,25 кг |
| Вода (по влагоемкости)       | 49-52 л |

Хлеб подовой. Форма в виде батона со слегка заостренными концами. Вес изделий 1—2 кг. Тесто для карельского хлеба приготовляется опарным способом с применением заварки. Заварка приготовляется на 10 кг пеклеванной (то есть просеянной) муки таким же способом, как и для хлеба Бородинский.

### Калорийность и пищевой состав
Калорийность карельского хлеба составляет 220 ккал на 100 граммов продукта. Состав: белки, г: 7,5; жиры, г: 1,2; углеводы, г: 37,0.

### Состав и полезные свойства
В своем составе карельский хлеб содержит витамины: В1, Е, В2 и РР, фолиевую кислоту, а также большое количество клетчатки, белков, благодаря чему он весьма питательный. Способствует улучшению пищеварения, помогает усвоению продуктов, а также полезен при профилактике образования артериальных бляшек в сердечно-сосудистой системе.
В 1973 году технология производства карельского хлеба впервые в российской истории была приобретена Западом[кем?]. В Финляндии он до сих пор называется «Русским».